# Minsk
Minsk (în limba belarusă — Менск și Мінск), cu o populație de 1.974.800 de locutori, este capitala Republicii Belarus. E împărțită în 9 raioane, fiecare beneficiind de autonomie administrativă: Țentralny, Savețky, Perșamaisky, Partizansky, Zavadsky, Leninsky, Kastricinițky, Maskovsky și Frunzensky.  
Minsk are dezvoltată industria constructoare de mașini, industria electronică, telecomunicațiile, industria textilă, industria alimentară.
Orașele bieloruse importante din apropiere de Minsk sunt: Borisov, Moghilev, Novopoloțk, Baranovici.
Cea mai mare altitudine este de 280 metri.
La aproximativ 40 km de Minsk se afla râul Ptic, afluent al Pripetului.

## Etimologie
Denumirea veche a orașului a fost Мѣньскъ (Mensk), aceasta trăgându-se de la un râu numit Měn (Mēnŭ). Sub influenta limbii ruse și a celei poloneze, bielorușii au preluat numele "Minsk". Totuși, anumiți locuitori ai Bielorusiei încă își numesc orașul "Mensk".

## Orașe înfrățite
- Brașov , România
- Chișinău, Republica Moldova (2000)
- Belo Horizonte, Brazilia

## Demografie

### Numărul populației
| An   | Populație |
| ---- | --------- |
| 1450 | 5.000     |
| 1654 | 10.000    |
| 1667 | 2.000     |
| 1790 | 7.000     |
| 1811 | 11.000    |
| 1813 | 3.500     |

| An    | Populație |
| ----- | --------- |
| 1860  | 27.000    |
| 1897* | 91.000    |
| 1917* | 134.500   |
| 1941  | 300.000   |
| 1944  | 50.000    |
| 1959* | 509.500   |

| An    | Populație |
| ----- | --------- |
| 1970* | 907.100   |
| 1972  | 1.000.000 |
| 1979* | 1.276.000 |
| 1986  | 1.500.000 |
| 1989* | 1.607.000 |
| 1999* | 1.680.000 |

| An    | Populație |
| ----- | --------- |
| 2007  | 1.814.000 |
| 2008  | 1.830.000 |
| 2009* | 1.836.808 |
| 2012  | 1.901.700 |
| 2014  | 1.921.800 |
| 2015  | 1.938.280 |
| 2018  | 1.982.444 |

* Recensământ

## Personalități născute aici
- Wilhelm Anderson (1880 - 1940), astrofizician;
- Maksim Bahdanovič (1891 - 1917), scriitor;
- Iakov Zeldovici (1914 - 1987), fizician evreu;
- Vitali Șcerbo (n. 1972), gimnast;
- Oleg Grushecki (n. 1974), scriitor;
- Max Mirnîi (n. 1977), tenismen;
- Elena Abramovici (n. 1981), handbalistă;
- Nadejda Kucer (n. 1983), cântăreață;
- Dzmitri Klimovici (n. 1984), fotbalist;
- Alexei Kuciuk (n. 1986), fotbalist;
- Lilia Arțiuhovici (n. 1987), handbalistă;
- Anastasia Lobaci (n. 1987), handbalistă;
- Victoria Azarenka (n. 1989), jucătoare de tenis;
- Evgenija Franz (n. 1992), handbalistă;
- Yung Lean (n. 1996), cântăreț suedez;
- Arina Sabalenka (n. 1998, tenismenă.